# Eurodryas denigrata
Eurodryas denigrata är en fjärilsart som beskrevs av Turati 1921. Eurodryas denigrata ingår i släktet Eurodryas och familjen praktfjärilar. Inga underarter finns listade i Catalogue of Life.